# Tempête Xynthia
Vous lisez un « bon article » labellisé en 2012.
La tempête Xynthia est une dépression météorologique majeure ayant frappé plusieurs pays européens, principalement en Europe de l'Ouest, d'un épisode de vents violents d'environ quatre jours entre le 26 février et le 1er mars 2010 (animation satellitaire ci-contre).

## Aperçu général
En provenance des régions subtropicales mais de type frontal, le système touche principalement les îles Canaries puis le reste de l'Espagne (Galice, Asturies, Pays basque) et le Portugal, la France (Aquitaine, Poitou-Charentes, Pays de la Loire, Bretagne et Normandie), la Belgique, le Luxembourg, l'Allemagne et dans une moindre mesure le Royaume-Uni, la Scandinavie et les pays bordant la mer Baltique (animation satellitaire plus haut).
Avec des vitesses maximales de vent sur le littoral d'environ 160 km/h à la pointe de l'île de Ré en Charente-Maritime (France), Xynthia ne présente pas de caractère exceptionnel mais elle est l'une des plus meurtrières depuis deux précédentes en décembre 1999, du fait que « la concomitance de ce phénomène avec une pleine mer de vives-eaux (coefficient de 102) se traduit par une surcote d'un mètre 50 sur le littoral, expliquant une montée des eaux assez exceptionnelle ». Il est à l'origine de la mort de 53 personnes,, et de nombreux dégâts matériels pour près de deux milliards d'euros rien qu'en France, et de 65 morts au total.
Cette conjonction de vents violents et de fortes marées, donnant lieu à l'onde de tempête et à une submersion marine, occasionnent d'importantes inondations dans certaines régions littorales dudit pays, principalement dans le département de la Charente-Maritime déjà évoqué (régions de Poitou-Charentes puis aujourd'hui de la Nouvelle-Aquitaine), celui de Vendée (« Bas-Poitou » historique actuellement dans la région des Pays de la Loire) et jusque dans les Côtes-d'Armor au nord de la Bretagne. La Cour des comptes française relève que « la carte des zones submergées par la tempête Xynthia recouvre quasiment à l’identique celle des espaces soumis aux flots marins à l’embouchure de la Sèvre Niortaise dans la Gaule du IIe siècle av. J.-C. ».

## Appellation
Le nom Xynthia provient d'une liste alphabétique de noms utilisée par l'université libre de Berlin (l'ULB) depuis 1954 et renouvelée annuellement pour dénommer dépressions et anticyclones. D'abord utilisée par les médias allemands, son usage se répand par la suite aux autres pays dudit continent. À partir de 2002 l’ULB commence à utiliser des noms venant du public, chaque intervenant pouvant suggérer au moins un nom pour cette liste moyennant un certain montant servant au financement de l'observatoire météorologique de ladite université.
Sur quelque 150 noms ainsi attribués chaque année, seuls ceux associés avec des événements majeurs passent cependant à la postérité. C'est ainsi un certain Wolfgang Schütte qui aurait suggéré le prénom Xynthia, avec un "x" majuscule initial propre à cette version germanophone de "Cynthia" lui-même diminutif aphérétique de "Jacy- / -i-nthia / -e", comme du nom des fleurs de jacinthe proche de celui du jasmin, ou du prénom épicène "Hyacinthe" voire leurs autres variantes éventuelles.
L'ULB n'est déjà pas à l'époque la seule organisation qui donne ce genre de noms, Xynthia a d'ailleurs pu être connue sous d'autres vocables dans certains pays européens. Depuis 2015, l'organisation intergouvernementale européenne EUMETNET coordonne tous ces systèmes.

## Évolution météorologique

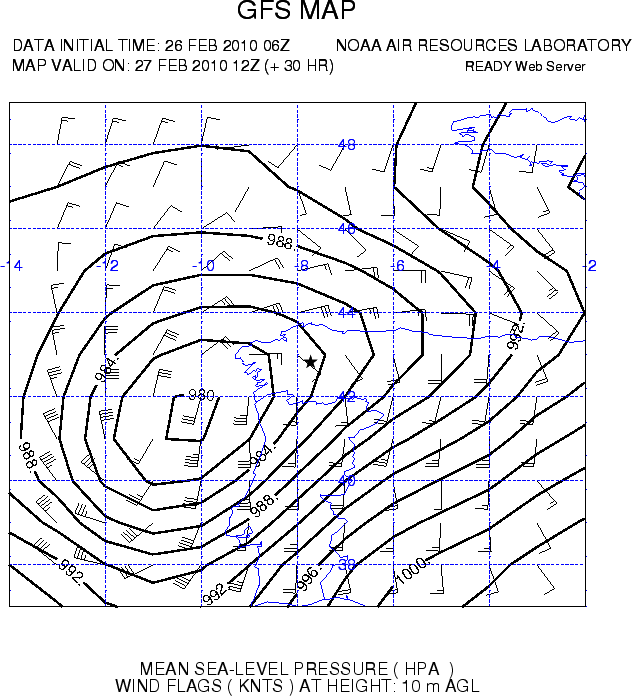
Position de la dépression au large des côtes ibériques (modèle de prévision GFS établi le 25 février pour le 27 février).

Dès le 23 février au soir, à la suite des informations reçues des satellites GOES 12, Météosat 9 et NRL, Météo-France évoque pour la première fois une dépression, située en plein cœur de l'Atlantique sur le tropique du Cancer et vers 30 degrés de longitude Ouest, susceptible de se transformer en tempête. Le 25 février, des images prises par le satellite Eumetsat laissent apparaître le creusement rapide de cette dépression au large de l'archipel portugais de Madère, dans l'Atlantique subtropical. Les observations permettent de distinguer très rapidement une anomalie d'altitude avec décrochage de basse tropopause, en lien avec une inflexion du courant-jet. L'intensification du creusement de la dépression conduit les services météorologiques espagnols, portugais et français à lancer une procédure d'alerte pour les zones menacées devant l'imminence de ce que les météorologistes appellent un cyclone extratropical de type « bombe » ou cyclogénèse frontale explosive. Ce terme ne doit cependant pas être confondu avec celui de « cyclone » (dans le sens de cyclone tropical) qui est un phénomène régi par des mécanismes différents, même si l'intensité des vents peut parfois être comparable. Ainsi, une tempête de type « bombe » tire son énergie de l'atmosphère, tandis que les cyclones tropicaux tirent leur énergie de la température de la mer.

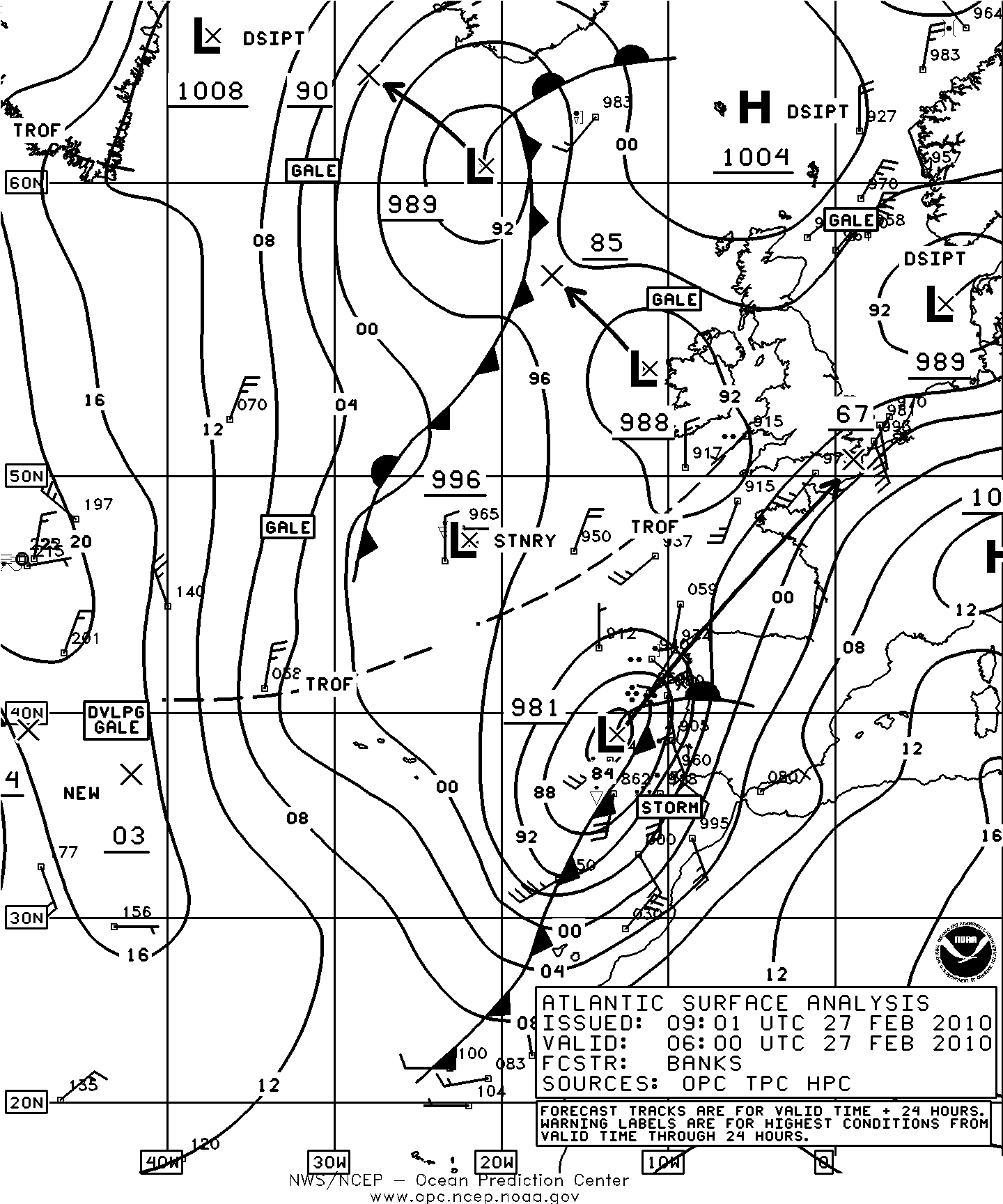
Position de la dépression au matin du 27 février, UTC (carte météorologique d'analyse de surface produite par la NOAA).

La dépression, baptisée « Xynthia » par les météorologues allemands, remonte peu à peu des régions subtropicales, amenant au passage des masses d'air sahariennes par advection. Ce phénomène est ressenti dans les régions traversées par la tempête par une douceur inhabituelle peu avant l'arrivée des premières rafales. Le 26 février, elle approche des îles Canaries, où elle cause quelques dégâts matériels. La cyclogénèse s'accentue tandis que la tempête, qui continue à se creuser (968 hPa), remonte le long des côtes du Portugal, poursuivant vers la mer Cantabrique et le golfe de Gascogne. Dans un communiqué, l'agence météorologique espagnole (AEMET) parle d'une tempête « rapide, intense et profonde » caractéristique des systèmes appelés « cyclogénèses explosives ».

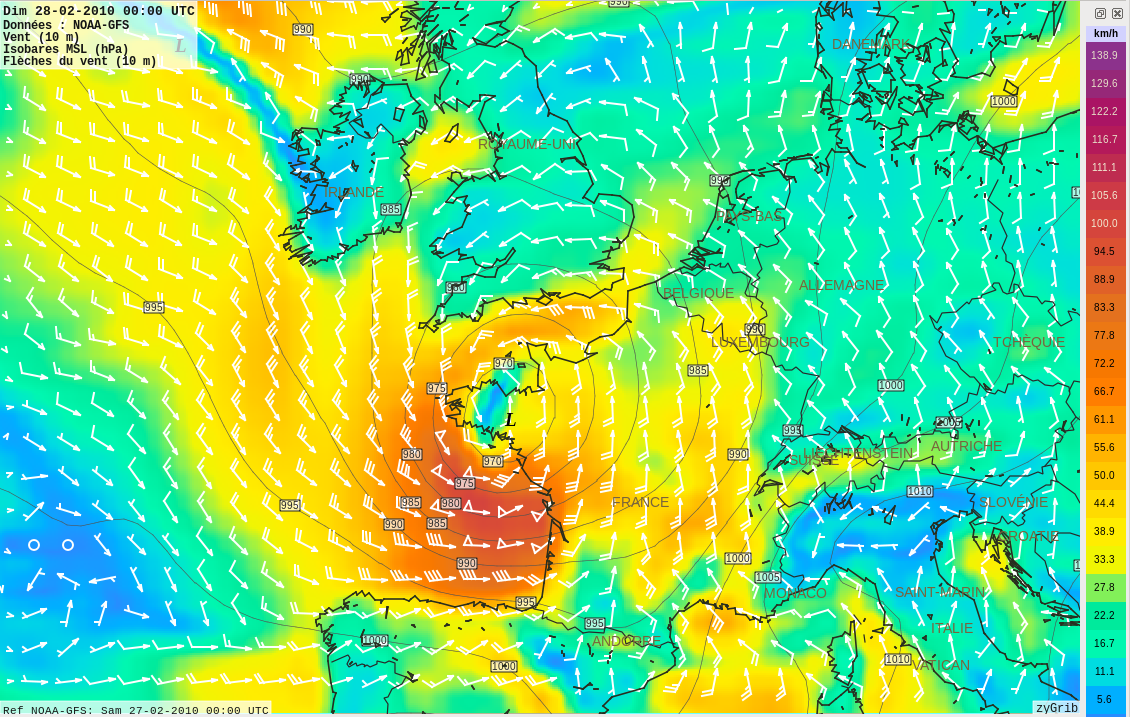
Carte des vents de la dépression le 28 février à minuit UTC (carte émise par la NOAA).

Le centre dépressionnaire atteint le golfe de Gascogne dans la soirée du 27 février, apportant des températures très douces par effet de foehn sur le Pays basque où on observait jusqu'à 25 °C, avant de pénétrer dans les terres le 28 février aux alentours de 2 h du matin, sans toutefois se combler immédiatement. De puissantes rafales de vent et des vagues hautes de plusieurs mètres associées à une marée de fort coefficient provoquent un phénomène de surcote dans plusieurs régions du littoral français (essentiellement Charente-Maritime et Vendée). La rupture de plusieurs digues conduit à de graves inondations dans plusieurs communes. En marge du système, on relève des vents violents dans la vallée du Rhône et sur les contreforts alpins.
La tempête atteint la région parisienne le matin du 28 vers 6 h. Les vents les plus forts (110 à 120 km/h environ) se décalent vers les régions du Centre, la Normandie et le Nord-Pas-de-Calais, et atteignent une pointe de vitesse au sommet de la tour Eiffel, avec un vent à 157 km/h. Le Royaume-Uni est également touché. Au cours de l'après-midi, la tempête atteint la Belgique, le Luxembourg, les Pays-Bas, l'Allemagne et la Scandinavie. Durant la journée du 1er mars 2010, elle se termine en engendrant une tempête sur la partie sud de la mer Baltique.

## Chronologie des événements
Cette section est organisée chronologiquement par rapport aux événements, c'est-à-dire que les pays sont classés dans l'ordre de passage de la tempête, et non dans l'ordre alphabétique. Ceci afin de permettre une meilleure compréhension de la séquence de déroulement des événements.

### Portugal

Alerte météorologique dans la péninsule Ibérique, le 27 février 2010.

La tempête se forme au large de l'archipel de Madère, balayé par des vents violents durant plusieurs heures dès le 26 février. Ces mauvaises conditions climatiques surviennent quelques heures après le passage d'une première tempête le 20 février 2010 ayant causé la mort de 43 personnes. Le creusement rapide de la dépression Xynthia et son potentiel « explosif » au sens météorologique du terme conduisent l'Institut météorologique national à émettre un bulletin d'alerte rouge pour dix districts du Nord du pays. La protection civile conseille aux habitants des régions du centre et du littoral de limiter les déplacements en raison de rafales de vent estimées à plus de 160 km/h et de pluies soutenues en liaison avec le système dépressionnaire.
Une première victime est signalée dans la journée du 27 février : un enfant de 10 ans meurt écrasé par un arbre à Paredes, dans le district de Porto. Neuf personnes sont également blessées dans cet accident. Les intempéries endommagent sérieusement plusieurs logements à Matosinhos, Vila Nova de Gaia, Montemor-o-Novo et Leiria. La Garde nationale républicaine signale la fermeture de plusieurs axes routiers (autoroutes A14, A16 et A2 notamment) en raison de chutes d'arbres et de poteaux électriques.

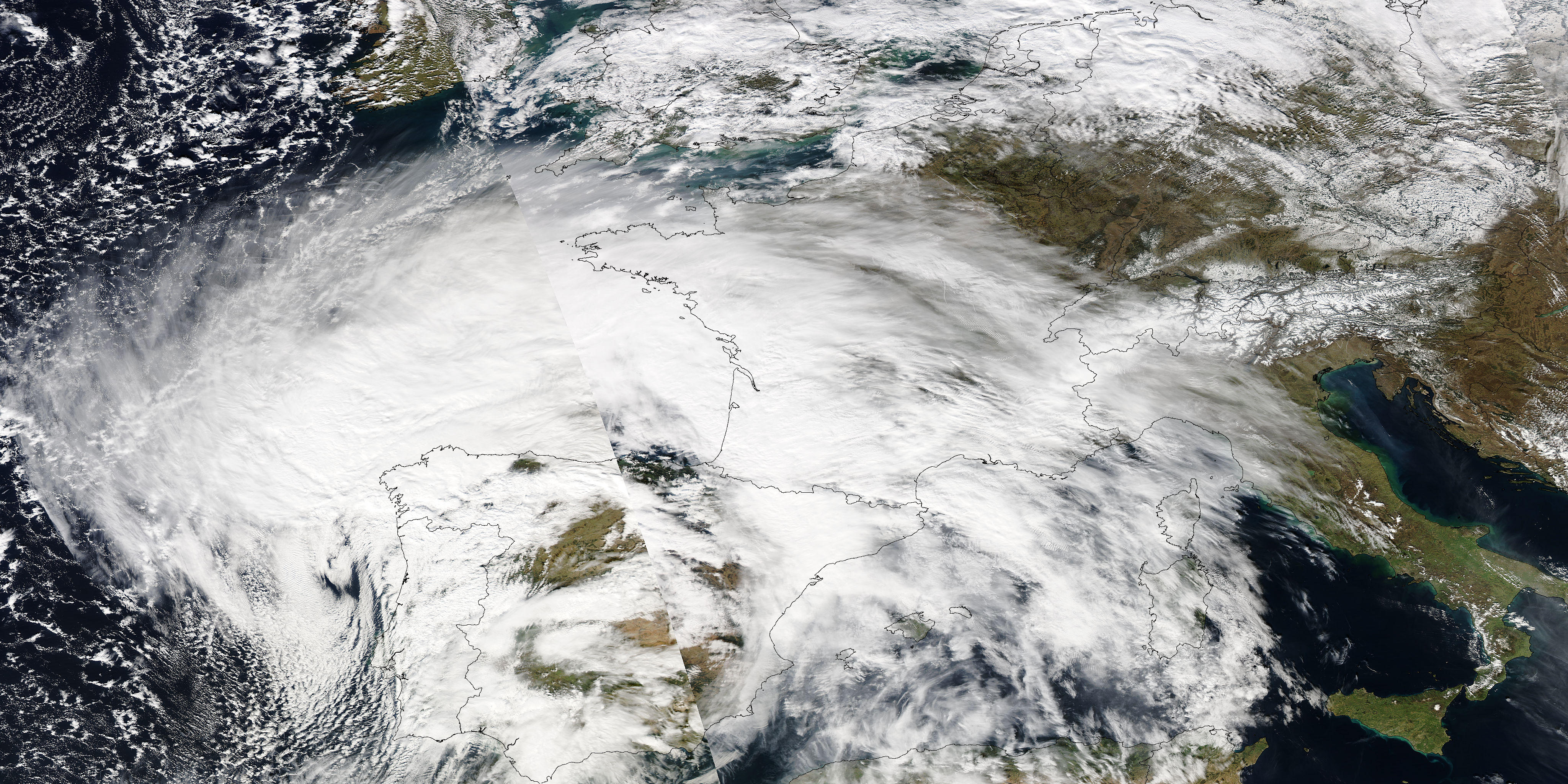
Xynthia au large des côtes ibériques (27 février).

La circulation sur les ponts du 25-Avril et Vasco da Gama est suspendue durant une partie de la journée. Le trafic ferroviaire est également fortement perturbé en plusieurs points du pays, en particulier au niveau d'Alverca, d'Alhandra et de Peso da Régua. En début d'après-midi du 27 février, des rafales de 140 km/h sont déjà relevées à Pampilhosa da Serra, tandis qu'à Lisbonne, les vents atteignent 90 km/h.
Des coupures de courant sont signalées dans tout le pays. Au plus fort de la tempête, près d'un million de foyers se retrouvent sans alimentation électrique, avant que la situation ne revienne à la normale progressivement.
Les pluies soutenues qui accompagnent le passage de la tempête provoquent la montée des eaux de plusieurs cours d'eau dans le Nord du pays, faisant craindre des inondations. Le Douro passe sa cote d'alerte à Peso da Régua dans la matinée du 28 février. Plus en aval, les villes de Porto et de Vila Nova de Gaia sont mises en état d'alerte rouge (maximum) par le centre de prévention des crues. Dans la région de Santarém, la crue du Tage coupe les axes de communication et isole de nombreuses localités.

### Espagne

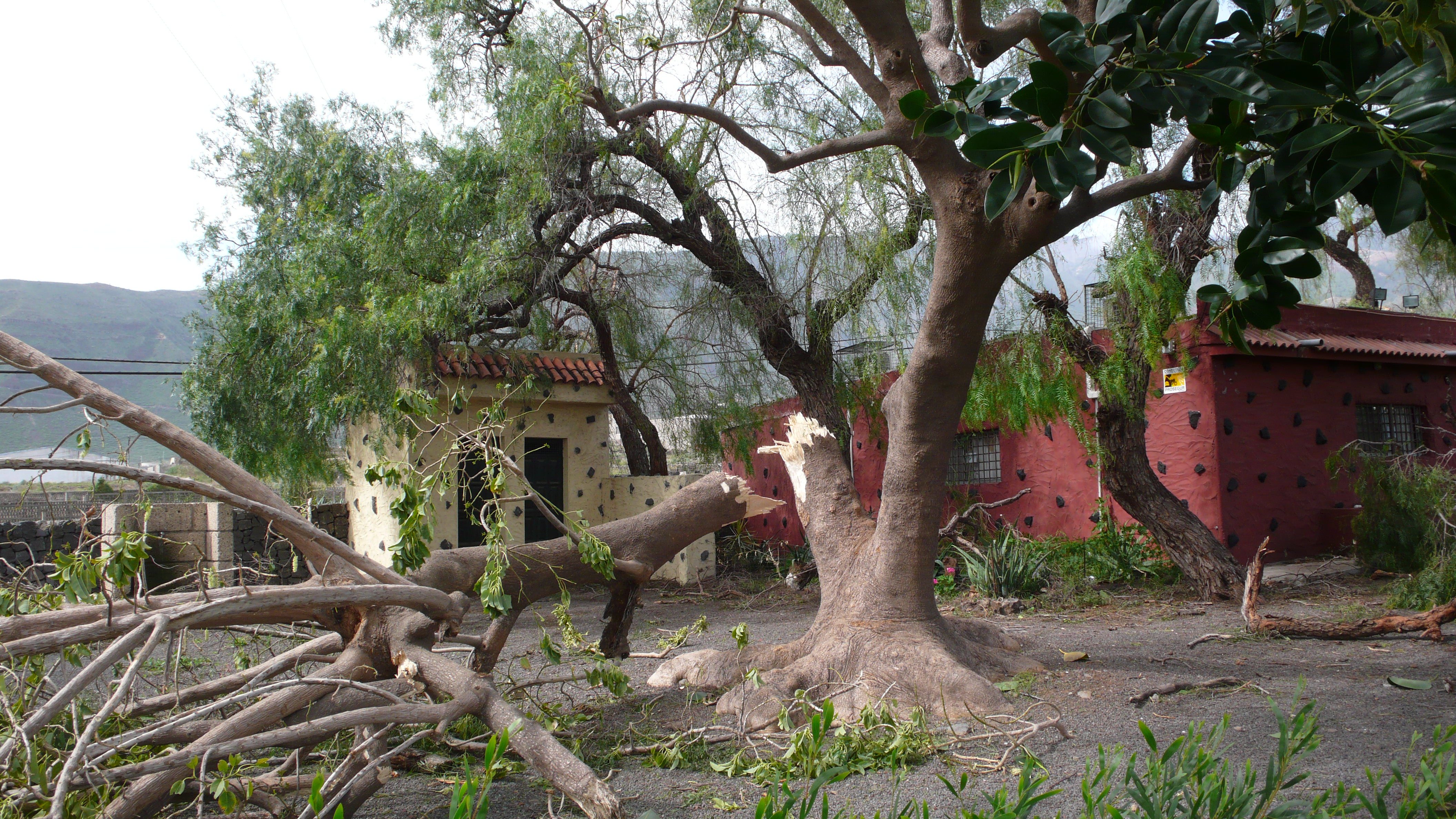
Arbres arrachés à Güímar (Tenerife).

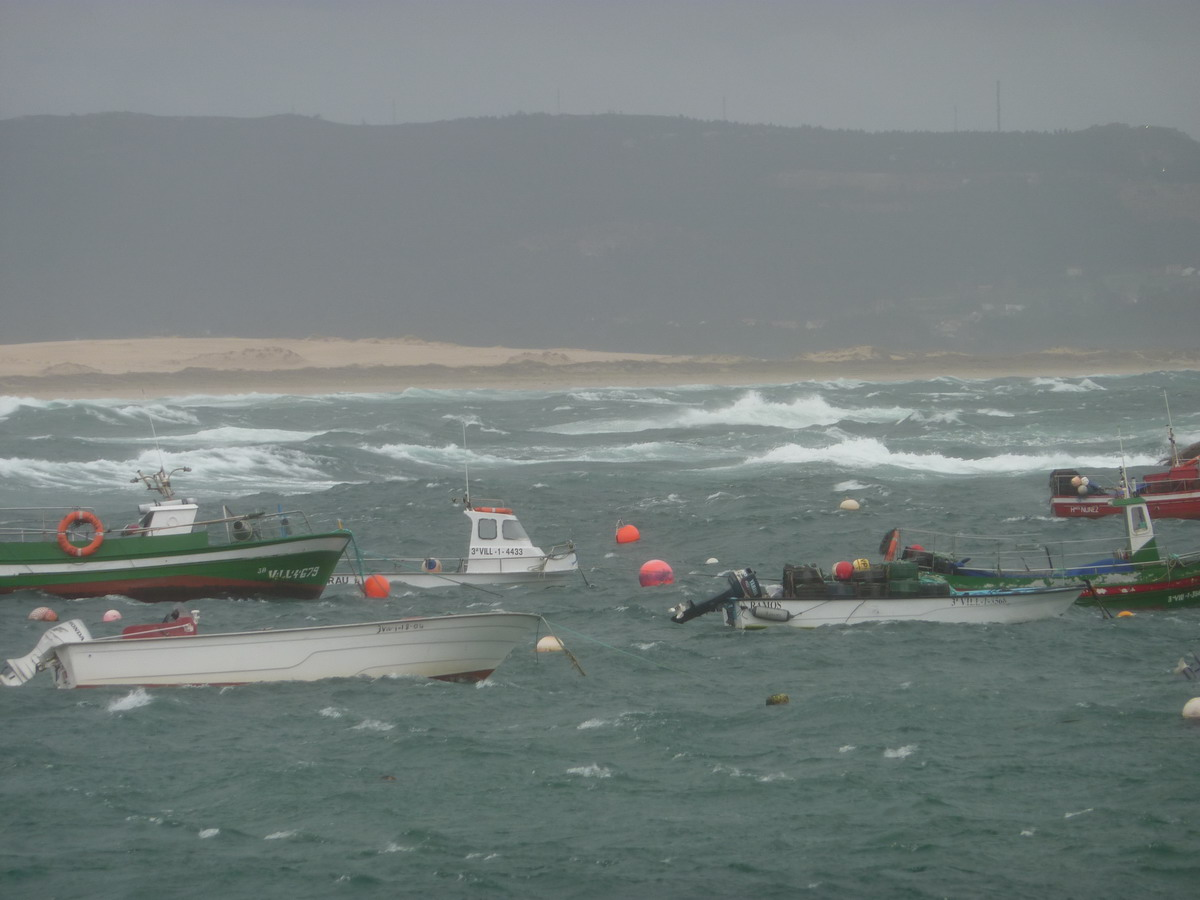
Embarcations prises dans la tempête en Galice.

L'alerte météorologique est effective pour les îles Canaries à compter du 27 février à minuit, alors que la dépression pénètre l'archipel par le sud-ouest. Les premières rafales de vent atteignent rapidement les îles de Tenerife et de La Palma (dans une moindre mesure celles de El Hierro et Grande Canarie), où elles sont accompagnées de quelques précipitations et d'une montée subite des températures.
Des bourrasques de près de 160 km/h sont enregistrées à Izaña et San Andrés y Sauces, de 147 km/h à Candelaria et San Juan de la Rambla et de 120 km/h à Puerto de la Cruz. Plusieurs routes sont interdites à la circulation de manière préventive et plusieurs vols au départ ou à destination des Canaries sont différés. Des dégâts mineurs sont relevés sur l'ensemble du territoire (arbres arrachés, toitures endommagées, fils électriques rompus) sans qu'aucune victime ne soit à déplorer. Des coupures de courant sont signalées dans près de 14 000 foyers canariens, la majorité (10 000) sur l'île de Ténérife. Le réseau est remis en état progressivement dans les heures qui suivent, alors que la tempête s'évacue vers la péninsule Ibérique. L'alerte est levée sur le territoire le 27 février à 14 h, tandis qu'au même moment de violentes rafales de vent touchent le Portugal et l'Espagne continentale.
Prévenues depuis plusieurs heures de l'arrivée de la tempête par les services météorologiques espagnols (AEMET), les autorités des communautés autonomes menacées mettent en place un dispositif d'urgence, en lien avec les services météorologiques régionaux (Meteo Galicia et Euskalmet notamment) et les services de la protection civile. En Galice, le gouvernement autonome (Junte de Galice) mobilise un dispositif de secours de près de 2 000 personnes. Des annonces sont faites par l'intermédiaire des médias publics (Televisión de Galicia, Radio Galega) conseillant aux habitants de rester autant que possible à leur domicile et de ne pas encombrer inutilement les lignes téléphoniques. Les manifestations sportives et les événements de plein-air sont tous annulés.
Les premières rafales de vent atteignent la Galice dans le courant de l'après-midi, atteignant localement les 196 km/h dans certains endroits exposés des provinces d'Ourense et de Pontevedra (Serra de Oixe), 147 km/h sur le campus de Vigo et 145 km/h à Vimianzo. Un premier décès est à déplorer en Espagne à Vilar de Barrio (province d'Ourense) : une femme âgée de 82 ans est victime de l'effondrement d'un mur. Au plus fort des intempéries, plusieurs axes de circulation sont coupés et 27 000 foyers sont privés d'électricité dans la seule communauté autonome de Galice.
La tempête atteint le Nord des Castille-et-León et les Asturies en fin d'après-midi. À Arlanzón, des chutes d'arbres sur une route causent un accident de la circulation qui est fatal à deux personnes. La dépression atteint les côtes cantabriques en début de soirée. Des mesures de sécurité sont prises par le gouvernement autonome basque, où les services météorologiques régionaux (Euskalmet) annoncent des vents à près de 150 km/h dans les zones sensibles[source insuffisante]. À Saint-Sébastien et Vitoria-Gasteiz, les transports urbains sont interrompus et plusieurs centres commerciaux fermés de manière préventive. Des messages d'alertes sont diffusés sur les ondes des principaux médias, incitant les habitants à rester chez eux et donnant des consignes en cas d'urgence. Les parcs et jardins de plusieurs villes de la communauté autonome sont fermés, les événements de plein-air annulés et la Renfe (société des chemins de fer espagnols) diffère plusieurs départs et arrivées de trains. En soirée, des pointes à 228 km/h sont enregistrées à Orduña. À Bilbao, des consignes sont données pour que les navires restent en haute mer, au plus loin de la zone devant être affectée par la tempête.

### France
Devant l'imminence d'une tempête potentiellement dévastatrice, les services de Météo-France placent quatre départements en alerte rouge (niveau maximum) dans la journée du 27 février : la Charente-Maritime, la Vendée, les Deux-Sèvres et la Vienne ; 69 départements sont placés en vigilance orange. C'est la deuxième fois qu'un avis de vigilance rouge est mis en place pour des vents violents, depuis la création du dispositif en 2001. La tempête frappe la France durant la nuit du 27 au 28 février et une partie de la journée du 28. Elle y fait au moins 53 victimes, dont 35 dans le seul département de la Vendée, et de nombreux déplacés à la suite des inondations,. Des rafales de vent à 160 km/h (île de Ré) et même 161 km/h dans les Deux-Sèvres, voire 200 km/h sur les crêtes des Pyrénées (238 km/h au pic du Midi) sont enregistrées localement, tandis qu'au pied des Pyrénées dans la vallée de l'Adour, un phénomène de foehn très important fait grimper les températures à plus de 22 °C autour de minuit CET, ou encore 19 °C à Bordeaux (contre une moyenne nationale autour de 10 °C, et 5 °C dans le Finistère atteint par le front froid et d’importantes précipitations).
Le littoral charentais et vendéen apparaît comme le plus durement touché par ces conditions extrêmes (131 km/h aux Sables-d'Olonne, 133 km/h à La Rochelle, 137 km/h à Royan, 140 km/h à Saint-Agnant et 160 km/h à Saint-Clément-des-Baleines), sans que l'intérieur des terres soit pour autant épargné (132 km/h à Châteauroux, 127 km/h à Nangis, 122 km/h à Auxerre, 126 km/h à Niort, 123 km/h à Poitiers, et 136 km/h à Metz en Moselle).
La conjonction de la tempête et de la pleine mer, avec des marées de fort coefficient (102), amène à la rupture de plusieurs digues dans maintes localités, conduisant à de fortes inondations dans les départements de Vendée (La Tranche-sur-Mer, L'Aiguillon-sur-Mer, La Faute-sur-Mer), de Charente-Maritime (Aytré, Fouras, Châtelaillon-Plage, Boyardville, La Rochelle, Charron) ou de Gironde (Andernos-les-Bains, cap Ferret).

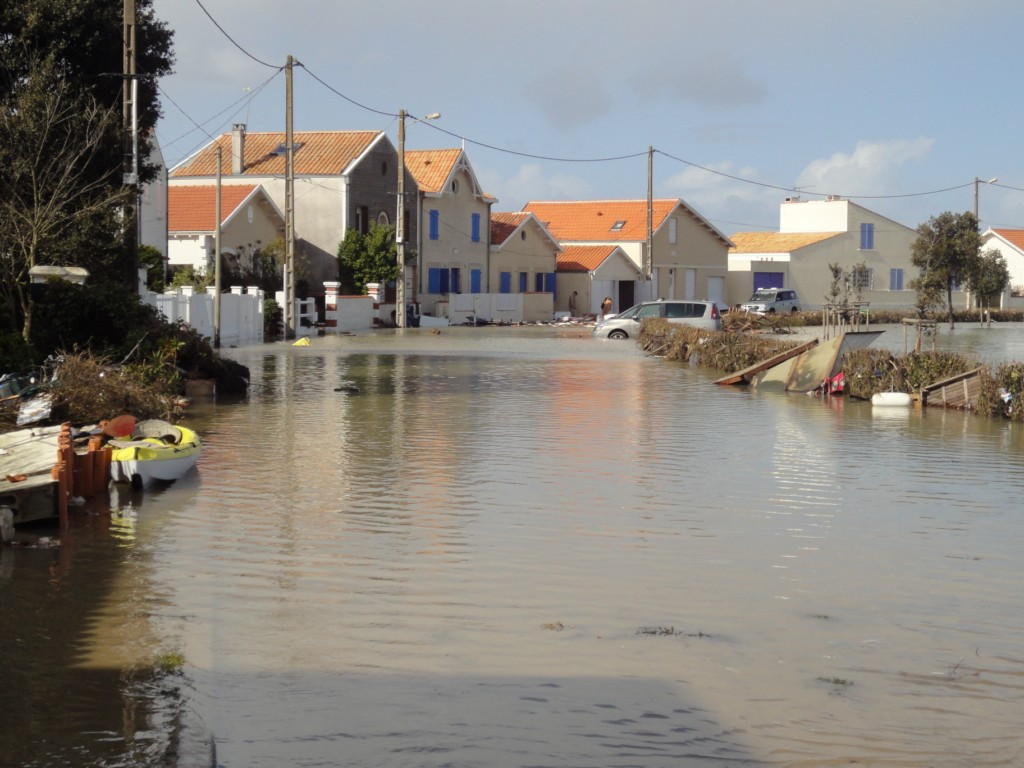
Dégâts et inondations à la suite du passage de Xynthia, rue du Bois-Vert à Fouras (Charente-Maritime).

Les îles d'Oléron, de Ré, d'Aix et l'île Madame sont particulièrement touchées. Sur l'île de Ré, les digues ayant cédé en plusieurs points, les communes de La Couarde, Saint-Clément-des-Baleines et des Portes-en-Ré sont en partie inondées, les villages de la côte nord, dotés de ports, subissent également l'intrusion de la mer, principalement à La Flotte, où l'on déplore deux décès. Deux chalands d'ostréiculteurs sont fortement endommagés, l'un à quai et l'autre retourné dans l'eau au port de Saint-Martin-de-Ré, les zones ostréicoles tant en mer qu'à terre sont partiellement détruites. Les passages reliant l'île principale aux presqu'îles de Loix et d'Ars sont noyés au Martray et dans les marais salants. Sur l'île, de nombreux dégâts matériels sont à déplorer, et la ligne de côte, tant au niveau de ses falaises qu'à celui de ses dunes, a nettement reculé.

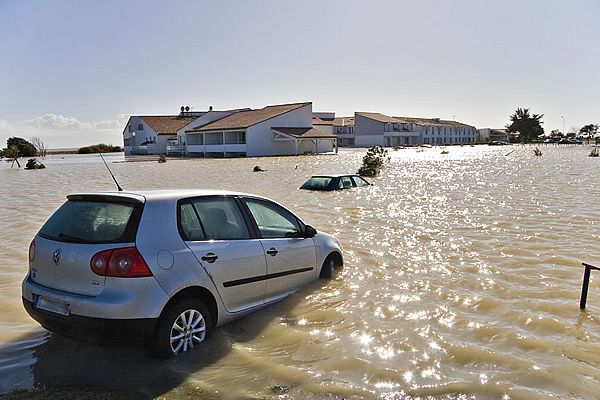
Inondations à la suite du passage de Xynthia à Sainte-Marie-de-Ré sur l'île de Ré (Charente-Maritime).

La hauteur d'eau mesurée au marégraphe La Rochelle-La Pallice a atteint 8,01 m par rapport au zéro hydrographique. La surcote calculée pour ce même port a atteint une valeur exceptionnelle de 1,53 m du fait de la conjonction de trois facteurs : de forts coefficients de marée (102 contre 77 au moment du passage de la tempête Martin en 1999). Ainsi, entre La Rochelle et Rochefort, la voie ferrée qui longe le littoral de l'Atlantique a subi de gros dommages matériels, contraignant à la fermeture totale du trafic ferroviaire pendant près de deux mois. Par ailleurs, la tempête est également ressentie dans certains quartiers de Bordeaux (Bastide) et de sa grande périphérie (Saint-Louis-de-Montferrand). Des phénomènes similaires, mais de moindre intensité, sont relevés dans les Côtes-d'Armor (Guingamp, Jugon-les-Lacs) et dans la Manche (Granville). Surpris par la brusque montée des eaux, plusieurs dizaines d'habitants se hissent sur les toits de leurs maisons et doivent être secourus par des hélicoptères de la sécurité civile.

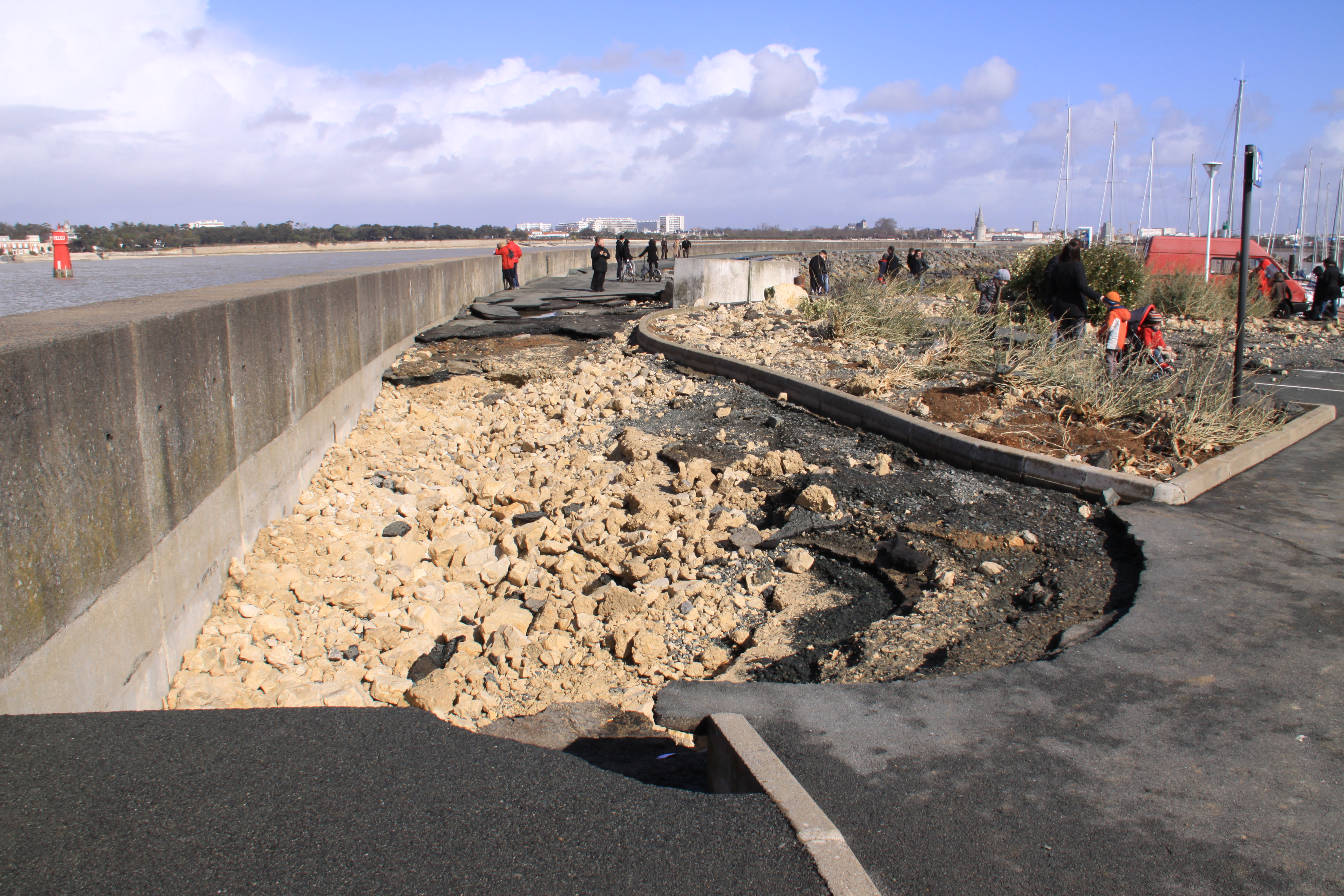
Trottoir de la Digue Lazaret partiellement détruite à La Rochelle (Charente-Maritime).

Le bilan humain apparaît comme particulièrement élevé : nombre de victimes ont péri du fait des inondations liées à la tempête. 35 morts sont dénombrés dans le seul département de la Vendée (dont 29 sur la commune de La Faute-sur-Mer), 12 dans le département de la Charente-Maritime, 2 en Loire-Atlantique, 2 dans les Pyrénées-Atlantiques, 1 dans le département des Hautes-Pyrénées et 1 dans l'Yonne. Les dégâts matériels sont également importants dans certaines régions (toitures arrachées, éboulements, chutes d'arbres et dégâts des eaux notamment). Le trafic est fortement perturbé sur plusieurs axes routiers et la frontière franco-espagnole provisoirement fermée, contraignant plus de 1 200 routiers à passer la nuit sur des aires d'autoroutes dans les Pyrénées-Atlantiques et les Landes. Les ponts reliant les îles de Ré et d'Oléron, mais aussi le pont d'Aquitaine à Bordeaux, sont momentanément fermés à toute circulation, au plus fort de la tempête. Le trafic ferroviaire à destination de Bordeaux, de La Rochelle, de Nantes ou de Limoges est également perturbé (la ligne entre La Rochelle et Rochefort est hors service jusqu'à fin mars 2010, la voie étant abîmée). À Paris, de nombreux vols Air France sont annulés par mesure de précaution.

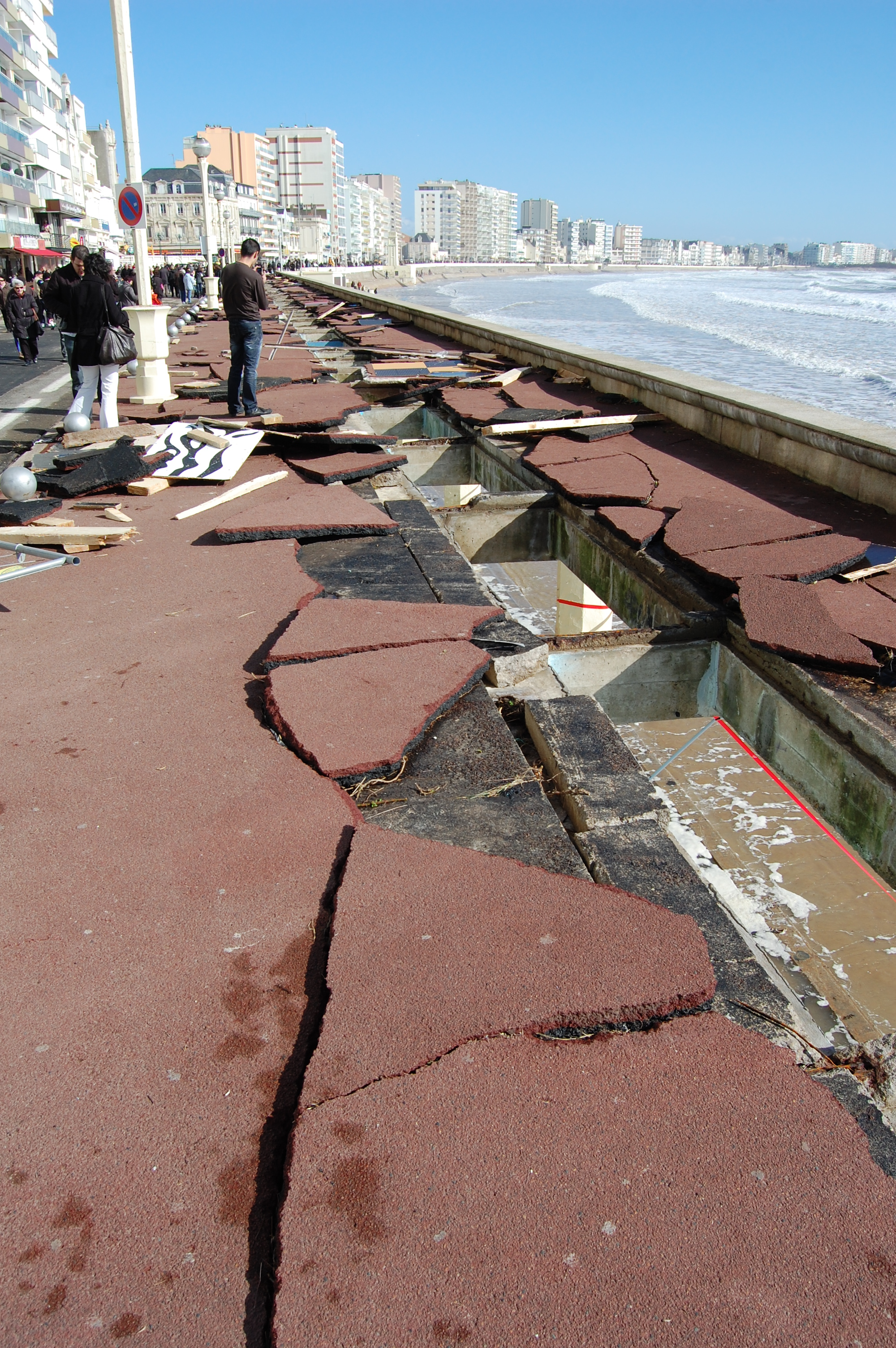
Dégâts sur le trottoir du Remblai des Sables-d'Olonne (Vendée).

Aux Sables-d'Olonne (Vendée), le Remblai qui était en travaux à ce moment-là subit des dégâts considérables. Des glissements de terrain sont constatés et le trottoir est détruit sur une longueur importante. Lors de la pleine mer du 28 février (4 h du matin), 30 à 40 cm d'eau recouvraient la route. La piscine qui était en dessous du niveau de la marée aux Sables a été remplie d'eau. À La Roche-sur-Yon (préfecture de la Vendée), les toits d'un lycée et de deux gymnases se sont envolés, de même que des préfabriqués. Au matin du 28 février, près d'un million de personnes sont privées d'électricité, dont 400 000 dans le grand Ouest (100 000 en Vendée et autant en Charente-Maritime), 325 000 dans les régions du centre et 80 000 en Aquitaine. Dans plusieurs régions, comme en Bretagne, les dégâts proviennent également de la crue des rivières.
Dans une allocution prononcée à la suite d'une réunion de crise, le chef du gouvernement François Fillon parle de « catastrophe nationale ». La venue du président de la République Nicolas Sarkozy, du ministre de l'intérieur Brice Hortefeux, du ministre de l'Écologie Jean-Louis Borloo et du secrétaire d'État aux transports Dominique Bussereau en Vendée et en Charente-Maritime est effectuée le 1er mars. Un arrêté de catastrophe naturelle a été publié au Journal officiel le 3 mars 2010, pour les 4 départements de Charente-Maritime, des Deux-Sèvres, de Vendée et de Vienne. Un avis devait suivre pour le département de la Loire-Atlantique.
29 personnes ont trouvé la mort à La Faute-sur-Mer, dans une dépression située à un mètre cinquante sous le niveau des pleines mers de vives eaux, en contrebas de la digue du fleuve côtier Lay. Par sécurité, l'État a racheté 700 maisons (à La Faute-sur-Mer et à L'Aiguillon-sur-Mer, de l'autre côté de l'estuaire) pour les raser. Le chantier a démarré en mars 2011.

### Suisse
À l'approche de la tempête, MétéoSuisse émet une vigilance jaune pour une partie du nord des Alpes et une vigilance orange pour les régions Ajoie, Delémont et Franches-Montagnes. Des bourrasques atteignant localement les 150 km/h balaient l'ensemble du pays dans la matinée du 28 février. Touchant tout autant les plaines que les régions montagneuses, elles provoquent quelques dégâts matériels, en particulier dans la partie orientale du canton de Vaud, le Chablais et la Riviera vaudoise. Une forte baisse de la pression à l’avant de la tempête Xynthia provoqua une tempête de foehn dans les vallées alpines engendrant des rafales de 147 km/h à Altdorf, 144 km/h à Meiringen, 143 km/h à Elm, 125 km/h à Evionnaz, 112 km/h à Oron et 109 km/h au Bouveret.
Plusieurs médias parlent également de rafales jusqu'à 160 km/h sur la Riviera vaudoise et le Chablais vaudois en citant comme source la police cantonale. Cependant aucun détail sur le relevé n'est indiqué (notamment le lieu précis, le type de mesure, etc.), ce qui laisse planer le doute sur l'exactitude de celui-ci.
Des chutes d'arbres sont signalées à La Tour-de-Peilz et à Clarens, où elles provoquent une interruption du trafic ferroviaire des CFF. Des problèmes similaires sont relevés sur plusieurs routes secondaires. Des coupures de courant sont relevées dans quelques localités du pays, notamment dans la région de Bex. Dans les heures qui suivent, l'établissement cantonal d'assurances enregistre près de 260 demandes d'indemnisation pour des dommages matériels (chutes d'arbres sur des bâtiments et toitures endommagées, essentiellement). Aucun blessé n'est cependant à déplorer dans le pays.

### Belgique
La tempête atteint la Belgique dans le cours de la matinée du 28 février. Des rafales dépassant parfois les 100 km/h concernent essentiellement les parties sud et est du pays (Hainaut, Brabant flamand et wallon, Limbourg, provinces de Namur, de Liège et de Luxembourg). Dans le courant de la matinée, un homme d'une soixantaine d'années meurt écrasé par un arbre à Jodoigne, en Brabant wallon. À Liège, la structure de tours en cours de démolition s'effondre, causant la fermeture d'une partie du quartier de Droixhe.
Des maisons sont endommagées à Huy, Gerpinnes, Ham-sur-Heure et Montigny-le-Tilleul. Des chutes d'arbres sont signalées en plusieurs points du pays, notamment à Liège, Verviers, Herstal et Bruxelles, où la circulation sur le boulevard périphérique (Ring) est momentanément interrompue. Les toitures d'une école de Mont-sur-Marchienne et d'une maison de retraite de Meise ont subi d'importants dégâts. Le littoral apparaît comme relativement épargné, le vent n'atteignant guère plus de 70 km/h,. Si quelques dégâts matériels ont été signalés à Ostende et à La Panne, aucun bateau en mer n'a été signalé comme en difficulté.

### Allemagne

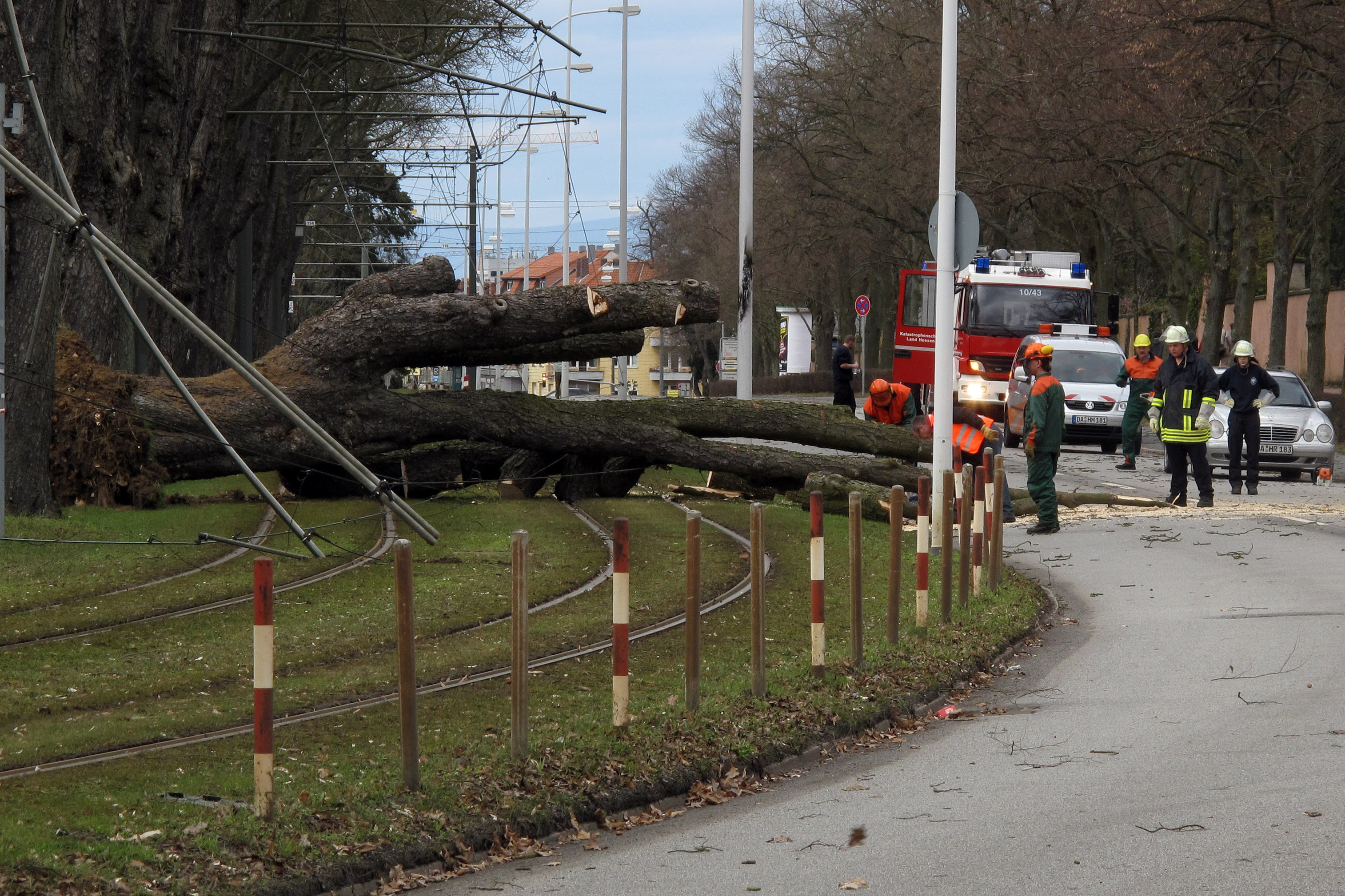
Chute d'un arbre à Darmstadt, en Allemagne.

Les intempéries gagnent le pays dans le courant de l'après-midi du 28 février. Des rafales atteignant localement les 110 à 180 km/h (station météorologique de Brocken, dans les montagnes du Harz) balaient le pays d'ouest en est, causant la mort de sept personnes et de nombreux dégâts matériels.
Un garçon de deux ans est victime de noyade dans le land de Hesse après avoir été précipité dans une rivière par une rafale de vent. Deux automobilistes sont tués dans des accidents de la circulation provoqués par des chutes d'arbres, un homme dans la Forêt-Noire et une femme en Rhénanie-du-Nord-Westphalie. Dans ce même land, à Bergheim, une femme occupée à faire du jogging est écrasée par un arbre déraciné par la tempête. Près de Bad Schwalbach (à l'ouest de Francfort-sur-le-Main), un homme de 69 ans périt de la même façon alors qu'il effectue une randonnée en forêt avec un groupe d'une vingtaine d'autres personnes. Plus tard dans la journée, les médias annoncent la mort d'une sixième personne dans un accident de voiture en Basse-Saxe. Le lendemain, une jeune femme de 30 ans décède des suites de ses blessures, portant le bilan à sept morts dans le pays.
Plusieurs personnes sont plus ou moins gravement blessées au cours de la journée, essentiellement du fait de chutes d'arbres. Deux automobilistes sont ainsi victimes d'un accident de la route près de Cologne, tandis que plusieurs policiers sont légèrement commotionnés après la chute d'un arbre sur leur fourgon à Karlsruhe.
À Francfort-sur-le-Main, trafics routier, ferroviaire et aérien sont partiellement suspendus durant plusieurs heures pour des raisons de sécurité. Plus de 200 vols au départ ou à destination de l'aéroport de Francfort sont annulés ou déviés, tandis que la gare centrale est fermée et que la circulation sur l'autoroute A3 est momentanément interrompue. En Rhénanie-du-Nord-Westphalie, en Hesse ou dans la Sarre, le trafic ferroviaire souffre de nombreuses perturbations.

### Danemark et Suède
Au Danemark et en Suède, la dépression donne lieu à une tempête de neige en raison de températures très basses. Les services météorologiques suédois placent plusieurs régions du pays en alerte de catégorie 1 (sur 4) en prévision d'importantes chutes de neige associées à des vents forts. Des dégâts mineurs sont signalés dans les provinces de Öland, de Gotland et de Scanie. Le trafic ferroviaire est momentanément perturbé sur plusieurs axes, notamment sur les lignes Stockholm-Malmö et Stockholm-Göteborg.

## Bilan

### Humain
Bien que le bilan humain en France soit officiellement de 53 tués, un calcul effectué par l'Agence France-Presse auprès des autorités locales à la fin du mois de juin 2010 fait état de 47 décès. Concernant ce différentiel, les enquêteurs avancent l'hypothèse que quelques victimes figurant dans le décompte officiel ne sont pas décédées à cause de la tempête, et que d'autres corps ont été comptabilisés deux fois, une fois à leur découverte, une deuxième fois à la morgue.

### Matériel en France
Les premières estimations sur le coût de la tempête Xynthia pour les compagnies d'assurances françaises sont évaluées à 1 milliard d'euros, soit nettement moins que la tempête Klaus. Selon la Fédération française des sociétés d'assurances (FFSA), la tempête Xynthia coûterait « au minimum 1,2 milliard d'euros aux assureurs »,. Cette estimation a été portée à 1,5 milliard d'euros en avril 2010 (800 millions d'euros pour les conséquences du vent et 700 millions pour les inondations). Cette annonce a été faite par les assureurs alors que l'État venait de mettre en place sa cellule d'indemnisation amiable pour les victimes de la tempête situées dans les zones noires. La FFSA a aussi rappelé que le remboursement se fera sur la base de la valeur de construction de la maison avant la tempête, et que les assureurs couvraient les aléas naturels du type des catastrophes naturelles, « sauf les effets du vent ». Au matin du 28 février, plus d'un million de foyers sont privés d’électricité, dont 320 000 dans l'Ouest et 375 000 en Auvergne, Centre et Limousin, selon un communiqué d'ERDF, filiale de distribution d'Électricité de France. 1 500 agents sont mobilisés pour rétablir le réseau.
| Lieu                                                 | Nombre de foyers privés d'électricité |
| ---------------------------------------------------- | ------------------------------------- |
| Régions Ouest (Poitou-Charentes et Pays de la Loire) | 320 000                               |
| Régions Auvergne, Centre, Limousin                   | 375 000                               |
| Régions Sud-Ouest                                    | 57 000                                |
| Régions Est                                          | 63 000                                |
| Région Île-de-France                                 | 37 000                                |
| Régions Rhône-Alpes et Bourgogne                     | 75 000                                |
| Manche, Mer du Nord                                  | 31 000                                |

Christophe Merlin, secrétaire général de la préfecture des Hautes-Pyrénées, annonce que « de 20 à 80 % des équipements, suivant les stations », ont été détruits par les vents violents de 200 km/h. Certaines stations seront obligées de fermer jusqu'à la fin de la saison, dont Hautacam.
La montée des eaux a fait se décrocher les pontons d'amarrage dans plusieurs ports de plaisance, (dont celui des Minimes à La Rochelle, ou encore aux Sables-d'Olonne), les faisant dériver et s’agglutiner en même temps que les bateaux accrochés sur les pontons plus près des quais, voire passer par-dessus. Dans le port de La Rochelle, des bateaux sont empilés voire empalés au-dessus des poteaux d'amarrage de ces pontons, les passerelles d'accès sont décrochées et tombent directement dans l’eau, certains pontons sont inutilisables. Les plus petites embarcations simplement ancrées s'agglutinent sur les berges, causant des dégâts dans les coques et les quilles.
En Vendée, les chenaux entre bassins ont parfois été endommagés, ainsi que les passerelles bitumées qui les surmontent, soulevées par la pression de l'eau et des vagues. Des brèches se sont formées dans les digues protégeant le littoral du Marais vendéen, ou celles-ci ont été submergées, permettant à la haute mer d'envahir des terres situées sous le niveau des pleines mers de vives eaux. L'effet du courant a accentué les brèches rapidement, provoquant de graves inondations dans des quartiers habités et occasionnant de nombreuses victimes. Ces dernières n'ont pu trouver secours dans les étages, les maisons de la région vendéenne étant souvent construites de plain-pied, avec un toit à faible pente, sans aucun étage ni grenier : la seule issue, pour ceux qui ont été surpris, était de parvenir à s'échapper de leur maison à temps, ou à se réfugier sur leurs toits.
Au matin du 1er mars, une soixantaine de maisons dans les communes les plus touchées du littoral vendéen se trouve noyée sous plus de deux mètres d’eau sans que les plongeurs-sauveteurs ne parviennent à les visiter pour les évacuer. Certains de ces quartiers inondés derrière les digues ne connaîtront pas de retrait des eaux avant plusieurs jours (malgré les pompages mis en place par la sécurité civile), en raison des coefficients de marée qui atteindront leur pic le plus élevé dans la journée du lundi 1er mars, mais aussi à cause des précipitations qui auront repris dimanche soir et lundi matin.
Environ 45 000 hectares de terres agricoles ont été submergés par de l'eau de mer en Charente-Maritime, et 12 000 hectares en Vendée. La voie ferrée entre Saintes et La Rochelle, partiellement posée sur une digue en bordure de mer, a été endommagée, causant des annulations de trains avant réparations, puis des retards. Les réparations nécessiteront un mois d'interruption de circulation entre La Rochelle et Rochefort.

## Réactions

### Réactions internationales
Peu après avoir pris connaissance de l'ampleur de la catastrophe en France, de nombreux chefs d'États et de gouvernements envoient des messages de condoléances au Président français. Le président russe Dmitri Medvedev, en visite officielle en France, déclare au nom de son gouvernement : « Nous partageons votre douleur et sommes prêts à apporter notre aide si elle est nécessaire ». Le président azerbaïdjanais Ilham Aliyev affirme que « les pertes en vies humaines et les dommages causés par la tempête Xynthia sont une source de grande peine pour moi ». Le roi du Maroc Mohammed VI exprime « au président Sarkozy, aux familles des victimes et au peuple français [ses] plus sincères condoléances et [sa] solidarité en ces temps difficiles ». Le président tunisien Zine el-Abidine Ben Ali exprime également « sa compassion et sa solidarité envers le peuple français ami ».
L'ambassadeur des États-Unis en France déclare quant à lui dans un communiqué : « Nos pensées vont à ceux qui ont perdu des membres de leur famille, des proches, des amis, des êtres chers, et nous souhaitons un prompt rétablissement à tous ceux qui ont été blessés ». Le Premier ministre belge Yves Leterme exprime « ses condoléances à la France pour les conséquences tragiques de la tempête et adresse toutes ses sympathies aux familles des victimes ».
Le 3 mars 2010, le pape Benoît XVI exprime « ses vives condoléances aux familles endeuillées et assure de sa profonde sympathie toutes les personnes atteintes par cette catastrophe » dans un message lu durant une messe de suffrage pour les victimes en la cathédrale de La Rochelle. Le 29 septembre 2010, l'Union européenne annonce l'attribution d'une enveloppe financière de 35,6 millions d'euros au titre du Fonds de solidarité de l'Union européenne (FSUE) afin de contribuer au remboursement des mesures d'urgence et de réparation mises en œuvre.

### Espagne
Tout en déplorant la mort d'une personne dans la province d'Orense, Santiago Villanueva, Directeur général chargé des urgences et de l'intérieur au sein du gouvernement autonome galicien, relève la « parfaite coordination » des administrations et des services de la protection civile, félicitant par ailleurs « tous ceux qui sont intervenus dans le dispositif ».

### France
Le président de la République Nicolas Sarkozy, en visite en Charente-Maritime, annonce un plan d'aide de l'ordre de 3 millions d'euros. Parallèlement, « trois ministres, Christine Lagarde (Économie), Brice Hortefeux (Intérieur) et Éric Woerth (Budget) » ont signé l'arrêté de reconnaissance de l'état de catastrophe naturelle, publié au Journal Officiel le mardi 2 mars 2010,.
Philippe de Villiers déclare qu'« il faut être raisonnable et construire à des distances plus importantes » de la mer. Dans la même veine, Chantal Jouanno (secrétaire d'État à l'Écologie), souhaite « durcir les règles [d'urbanisme] ». Un plan digue a été présenté en conseil des ministres. Une des missions aura pour but « d'inspecter les côtes françaises pour planifier des travaux de consolidation. » D'autres porteront sur les sanctions aux « manquements aux règles édictées », d'« améliorer encore le dispositif d'alerte » précise Luc Chatel, le porte-parole du gouvernement.
Dans le même temps, la présidente de la région Poitou-Charentes, Ségolène Royal, a annoncé la délocalisation d'une partie des services du conseil régional de Poitiers à La Rochelle, ville sinistrée. Le ministre de l'Agriculture et de la Pêche, Bruno Le Maire, a proposé un plan d'aide aux ostréiculteurs, d'un montant totalisant près de 20 millions d'euros.
Le conseil régional des Pays de la Loire a suspendu pendant deux jours la campagne pour les régionales. Une session exceptionnelle a été mise en place sous la présidence de Jacques Auxiette, et un plan d'aide de 20 millions d'euros a été voté à l'unanimité.
Ce drame a été l'occasion en mars 2010 d'une polémique à propos d'une déclaration qu'avait faite 10 mois plus tôt Nicolas Sarkozy sur les mesures qu'il envisageait pour faire face au manque de logements. Il avait en effet déclaré le 29 avril 2009 lors d'un discours sur le Grand Paris à la Cité de l'architecture et du patrimoine : « Il faut déréglementer. (…) Il faut rendre constructibles les zones inondables, mais par des bâtiments adaptés à l'environnement et au risque. (…) Il faut changer notre façon d'appliquer le droit. Qu'est-ce qui nous empêche ? Des obstacles physiques ? Non, le droit de l'urbanisme ».

## Conséquences et recommandations en France
Le nombre important de décès survenus en France a remis en cause l'urbanisation du littoral, l'entretien des digues et les systèmes d'alerte mis en place depuis plusieurs années. Dans les deux départements les plus touchés (Vendée et Charente-Maritime), la tempête a eu pour conséquence des mouvements de populations, certes souvent limités (évacuation de zones devenues inconstructibles, dans le cadre du plan de prévention du risque inondation), et une prise de conscience de la nécessité d'un meilleur entretien des digues (mise en place du « Plan digues 2010 »). Les populations, durement éprouvées, se sont regroupées en associations et ont entamé des actions en Justice, afin de mieux déterminer les responsabilités de chacun dans le bilan de cette catastrophe.

### Aides européennes
Source : Europe en Poitou-Charente.
Le Fonds européen de développement régional (FEDER) a mobilisé 5 millions d'euros pour reconstruire des digues en Charente-Maritime, et une aide exceptionnelle de 35,6 millions d'euros a été versée en mars 2011 par le Fonds de solidarité de l'Union européenne (FSUE, qui permet de réagir aux urgences).
Les bénéficiaires (communes, Conseils généraux et régionaux, État ou établissements publics) devaient appartenir au périmètre strict des 38 communes éligibles, en Charente-Maritime et en Vendée. 
Par ailleurs, seules 4 catégories de dépenses étaient éligibles à remboursement par le FSUE :
1. Remise en fonction immédiate des infrastructures et des équipements dans les domaines de l'énergie, de l'eau et des eaux usées, des télécommunications, des transports, de la santé et de l'enseignement (bâtiments publics, voirie, santé, enseignement, réseaux…) ;
2. Mise en œuvre de mesures provisoires d'hébergement et prise en charge des services de secours destinés aux besoins immédiats de la population concernée ;
3. Sécurisation immédiate des infrastructures de prévention et mesures de protection immédiate du patrimoine culturel ;
4. Nettoyage immédiat des zones sinistrées, y compris les zones naturelles.

### Bilan et recommandations de la Cour des comptes
Mi-2012, ladite Cour a dressé un bilan des deux catastrophes de 2010 (Xynthia et inondations du Var) ; elles ont engendré 658 millions d'euros de dépenses publiques, dont 457 M€ pour Xynthia (et 201 M€ pour les inondations du Var), outre plus d'un milliard d'euros dépensés par les compagnies d'assurances. Les magistrats déplorent les lacunes de prévention, alors que les outils existaient. La Cour déplore aussi le rachat trop précipité par l'État des habitations des zones sinistrées : « Il y a eu des dépenses inutiles et des effets d'aubaine ». L'information de la population était très insuffisante et la plupart des communes inondées ne disposaient pas de documents d'information communaux sur les risques majeurs (DICRIM). 
Didier Migaud dénonce  « une soif de construire, toujours encouragée par les promoteurs et soutenue par les élus, et ce même depuis que sont survenues ces deux catastrophes ». Les programmes d'actions de prévention contre les inondations (PAPI) ne sont pas établis ou sont mal suivis, le recensement national des digues et ouvrages de protection n'est toujours pas finalisé, et l'État n'arrive pas à identifier certains propriétaires. La gestion des rivières non domaniales qui ont débordé dans le Var pose des problèmes complexes de responsabilité et de vulnérabilité des propriétaires riverains. Les règles d'aides et d'indemnisations varient selon les cas, conduisant à des situations ressenties comme des injustices.
La Cour a fait plusieurs recommandations :
- elle invite l'État et les préfectures, avec les communes, sous l'égide d'un pilotage national, à jouer leurs rôles respectifs sur le terrain, notamment pour l'État, en matière de contrôle de légalité des actes d'urbanisme, en matière d'alerte « en articulation avec le futur système d'information et alerte des populations (SAIP) », et en coordonnant mieux la prévision des submersions marines ; en vérifiant « la mise à jour sans délai des schémas de couverture des risques (SDACR) et des plans de secours (ORSEC) dans les départements les plus à risques », avec une « planification a priori de l'intervention des moyens aériens nationaux » ; les Conseils généraux et Services départementaux d'incendie et de secours sont invités à supprimer ou relocaliser les centres de secours situés en zones inondables[2]. Les communes (et intercommunalités, les cas échéant) sont invitées à créer et/ou à actualiser régulièrement leur plan communal de sauvegarde, compléter leur système d'alerte (intercommunale si nécessaire) ; une prévention par l'urbanisme est recommandée, ce qui pour la Cour implique d'arrêter la stratégie nationale des risques d'inondation (imposée par la loi « Grenelle 2 »), et appliquer la Directive européenne relative aux inondations dans les délais impartis, avec « diffusion complète des cartes relatives aux risques », en relançant l'« information des acquéreurs et locataires »[2]. L'État devrait veiller à ce que les plans prioritaires de prévention des risques soient finalisés dans les délais, avec actualisation des documents d'urbanisme, s'il le faut en l'imposant par la loi[2]. 
Le contrôle de légalité de l'urbanisme local devrait être plus efficace ;

- la Cour enjoint aux communes et intercommunalités d'arrêter leurs DICRIM, informer les habitants, coopérer avec les préfets pour adopter les plans de prévention, remplacer les POS obsolètes (surtout en zones à risques), faire aboutir les SCOT. 
Pour « la protection dans les zones bâties », l'État et les communes devraient « déplacer ou, si c'est possible, adapter à la situation les caractéristiques des bâtiments de service public en zones inondables ; faire appliquer strictement la réglementation des campings »[2]. L'État ayant à « identifier précisément les zones dangereuses (...) et les traiter dans des délais rapides ; faire contribuer les collectivités locales au rachat de biens immobiliers dans des situations d'extrême danger ; engager, après établissement du bilan de l'action des préfets en matière de gouvernance des digues et des rivières, les modifications législatives nécessaires[2]. Veiller à la mise en place des financements et à la continuité de l'effort »[2] ;

- la Cour estime urgente une « réforme du régime des catastrophes naturelles dans les meilleurs délais, en particulier pour la modulation des primes pour les entreprises et l'exclusion des biens construits sans base réglementaire », ainsi qu'une réforme de l'indemnisation avec un guide sur les modalités d’aides directes aux victimes ; un pilotage défini de mise en œuvre des indemnisations, et une collectivité locale coordinatrice. La Cour suggère de fusionner les deux procédures existantes de « rachat amiable de biens immobiliers dans des situations d'extrême danger, en précisant leurs modalités et en les faisant respecter strictement, en particulier au regard de l'autorisation de construire » ; en veillant à mieux dimensionner les aides de l'État aux communes « en fonction des situations budgétaires réelles »[2] ;

- pour la Cour, l'État et les collectivités devraient « mettre en place une réflexion conjointe de l'assurance des biens propriétés de ces collectivités ; améliorer la lisibilité et l'efficacité du dispositif d'aides aux agriculteurs en réduisant le nombre de procédures et de guichets utilisés »[2].